# Marneoeli (stad)
Marneoeli (Georgisch: მარნეული) is een stad in het zuiden van Georgië met ruim 25.000 inwoners (2024), gelegen in de regio Kvemo Kartli. Het is het bestuurlijk centrum van de gemeente Marneoeli. De stad is gesitueerd op 400-450 meter boven zeeniveau aan beide oevers van de Algetirivier en ligt hemelsbreed ongeveer 23 kilometer ten zuiden van de hoofdstad Tbilisi. Het is de achtste grote stad van Georgië en kent een grote meerderheid etnisch Azerbeidzjanen.

## Geschiedenis

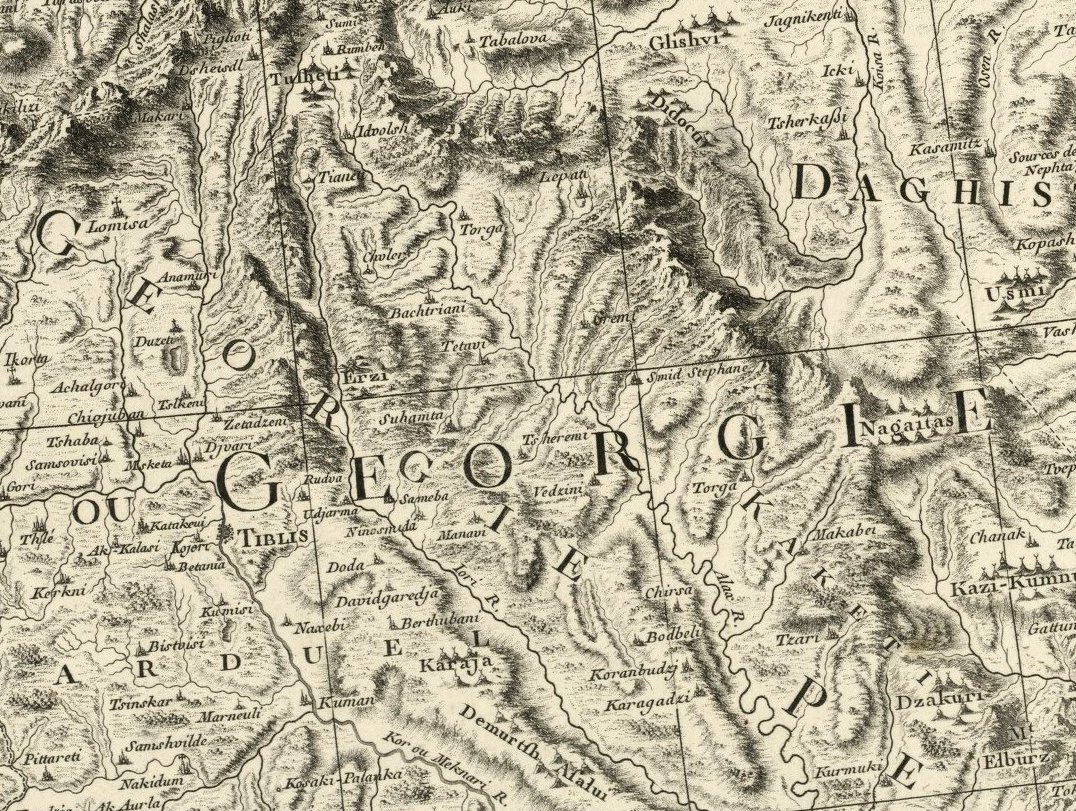
Kaart uit 1774 met Marneoeli

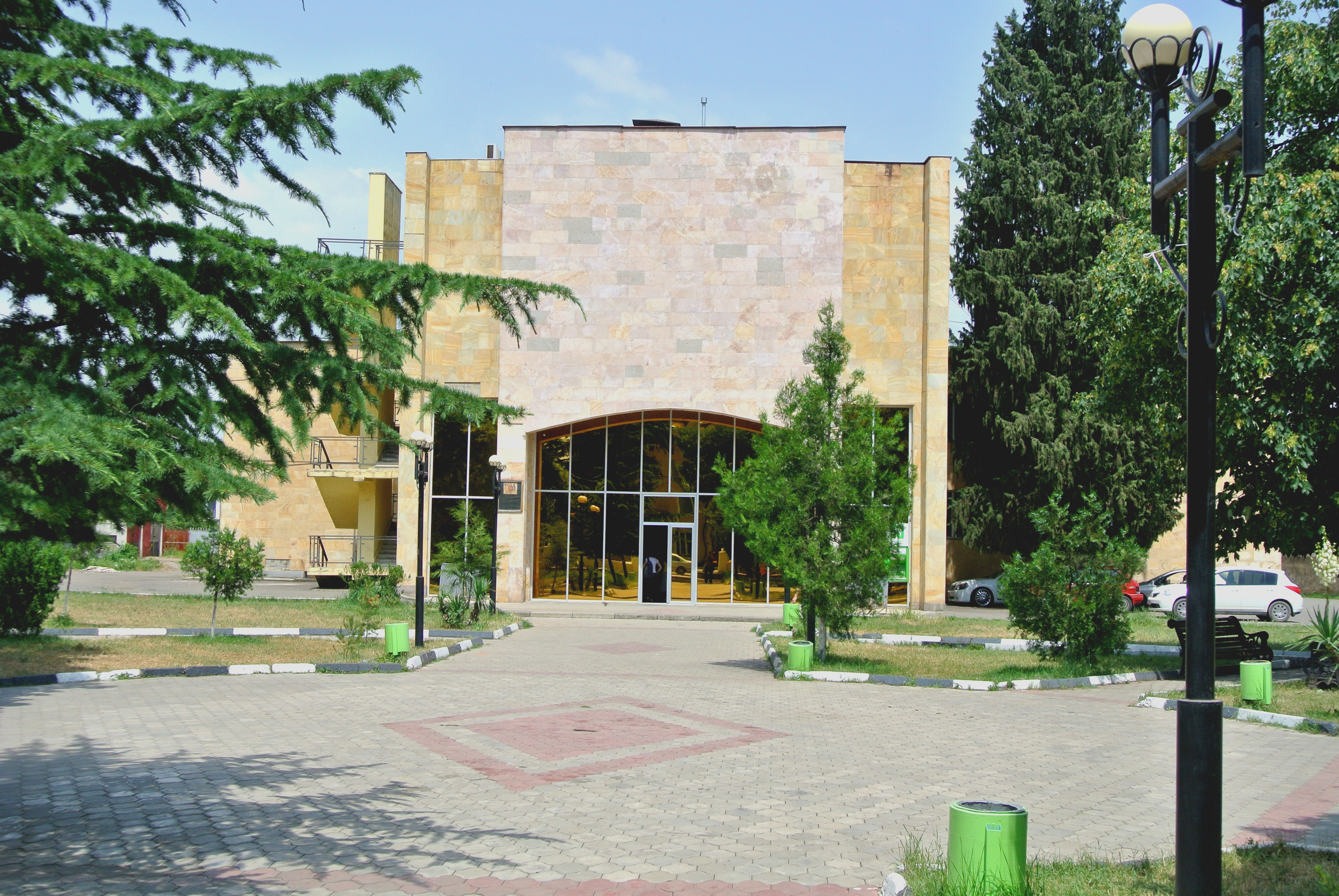
Cultureel centrum

Volgens de 18e-eeuwse Georgische cartograaf, geograaf en historicus Vachoesjti Bagrationi is de historische naam van Marneoeli 'Lomta Gora' (Leeuwenheuvel). Na de grote veldslag in Martkopi in maart 1625, vond in juli 1625 een grote veldslag plaats op het veld bij Marabda net ten noorden van Marneoeli. Deze ging tussen Georgische troepen onder leiding van Giorgi Saakadze en het leger van sjah Abbas I van Perzië die uiteindelijk Tbilisi innam en de Georgiërs uit de omgeving van Marneoeli verdreef.
Er vestigden zich hier Turkmenen van de Bortsjalo stam, die daarmee een geografische aanduiding voor het huidige Kvemo Kartli (en de Algetirivier) gaven. In 1717 vond bij Marneoeli een grote veldslag plaats tussen Lezgiërs en Georgiërs. Koning Teimoeraz II gaf in 1750 opdracht in Marneoeli een burcht te bouwen. In de 19e eeuw raakte de naam Marneoeli uit gebruik, en werd Sarvana/Sarvani gebruikt (Georgisch: სარვანას / სარვანი; Azerbeidzjaans: Sarvan), een Azerbeidzjaanse naam.

### In Democratische Republiek Georgië
Eind december 1918 vonden tijdens de Armeens-Georgische Oorlog gevechten plaats nabij de rivier Chrami en district hoofdplaats Sjoelaveri (nu Sjaoemiani), ongeveer acht kilometer ten zuiden van Marneoeli. Door de wapenstilstand die op 1 januari 1919 werd gesloten op aandringen van het Britse leger, dat vanaf december 1918 tot juli 1920 een mandaatrol vervulde, bleef de stad buiten de Georgisch-Armeense neutrale zone, die later aan de Armeense SSR werd toebedeeld.
In 1921 werd Marneoeli opnieuw het centrum van vijandelijkheden. In de Lori provincie, die door de Democratische Republiek Georgië gecontroleerd werd, organiseerden de Sovjets een bolsjewistische opstand. Dit resulteerde in een interventie van het Rode Leger dat vervolgens naar het noorden oprukte, via Marneoeli naar Tbilisi.

### Bortsjalo
In 1932 wijzigde de naam van Sarvani naar Bortsjalo (Russisch: Борчало; in Georgisch ook wel Bortsjali) en in 1947 werd de Georgische naam Marneoeli weer teruggegeven. Dat was ook het moment dat het bestuurlijk centrum van het toenmalige rajon Bortsjalo van Sjaoemiani naar Marneoeli werd verplaatst. Op dat moment wijzigde ook de naam van het rajon naar Marneoeli. Beiden werden in 1947 hernoemd in Marneoeli. In 1964 kreeg Marneoeli stadsrechten.
Na het uiteenvallen van de Sovjet-Unie en de onafhankelijkheid van Georgië daalden de economische omstandigheden in het land. Alhoewel het rajon de grote emigratiegolf van de jaren 1990 wist te ontsnappen, daalde de bevolking van de stad Marneoeli wel met een kwart. Voornamelijk door de emigratie van Russen en Grieken die ruim 20% van de bevolking vormden.
Op 8 augustus 2008, tijdens de Russisch-Georgische Oorlog, bombardeerden Russische vliegtuigen de luchtmachtbasis in Marneoeli, waarbij 3 mensen omkwamen en de landingsbaan van het vliegveld werd verwoest.

## Demografie
Begin 2024 had Marneoeli 25.742 inwoners, een stijging van 23% sinds de volkstelling van 2014. 
| Aantal                                                           | - | 2.122 | 4.233 | 12.400 | 15.829 | 19.568 | 27.557 | 20.065 | 20.211 | 23.118 | 25.742 |
| Verantwoording data: Bevolkingsstatistiek Georgië 1897 tot heden |   |       |       |        |        |        |        |        |        |        |        |

### Etniciteit

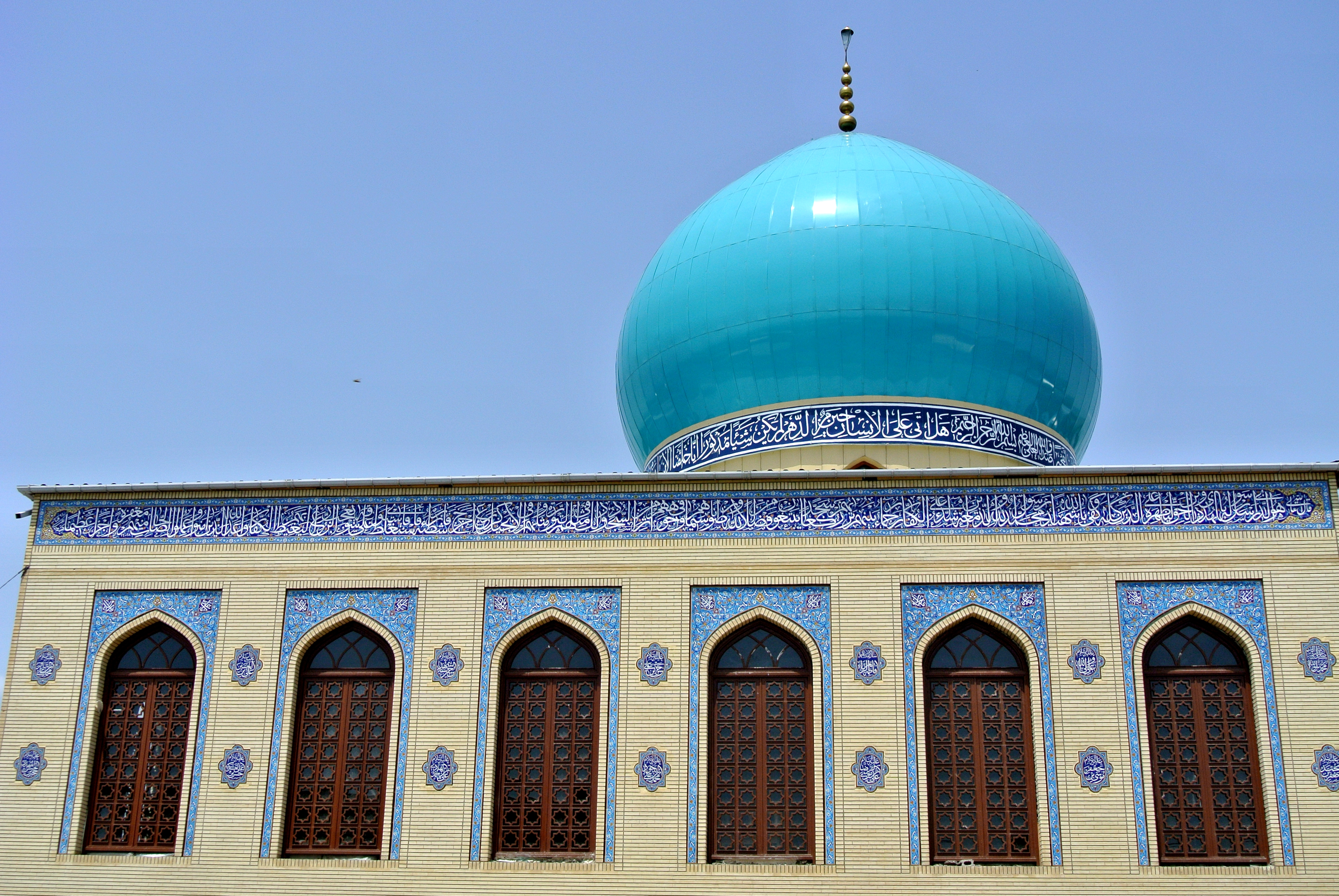
Moskee in Marneoeli

De bevolking van Marneoeli was in 2014 in grote meerderheid Azerbeidzjaans (84%), gevolgd door Georgiërs (10,5%) en Armeniërs (3,7%). Kleine groepen ethische minderheden zijn Russen (0,6%), Pontische Grieken (0,4%) en enkele tientallen Oekraïners, Osseten en Turken.
In 1979 was 60% van de bevolking van Azerbeidzjaanse komaf. Er woonden destijds veel Russen en Grieken in de stad (beiden bijna 11%), die met de val van de Sovjet-Unie zijn geëmigreerd. Daarvoor in de plaats kwamen vooral Azerbeidzjanen: het aantal en aandeel Georgiërs nam slechts licht toe.

## Vervoer

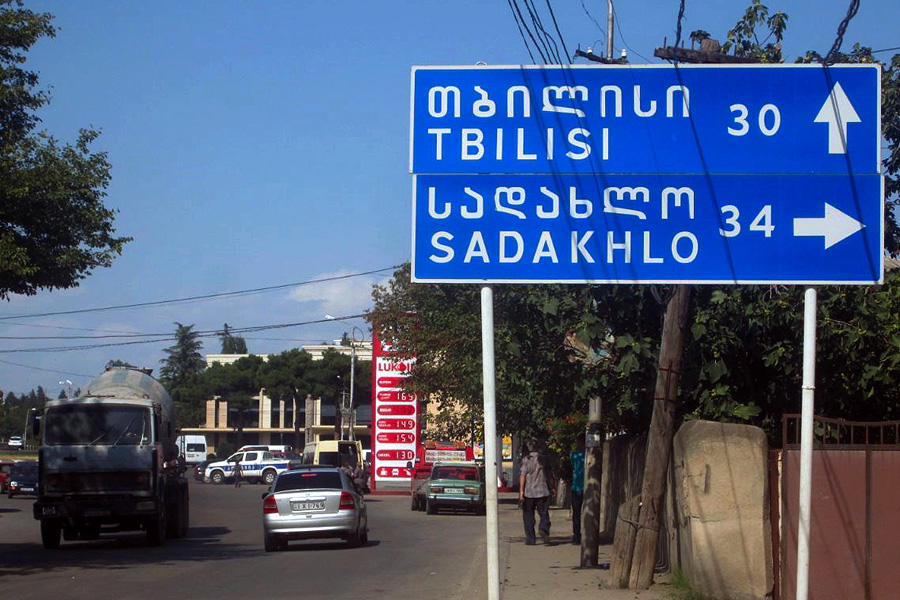
Marneoeli is een kruispunt van wegen naar Armenië en Azerbeidzjan.

Marneoeli is een kruispunt van (inter)nationaal en regionaal belangrijke wegen. De weg van internationaal belang S6 (E117) verbindt Marneoeli in noordelijke richting met Tbilisi en in westelijke richting met Bolnisi en Armenië (via de grensovergang Goegoeti). Vanaf het centrale verkeersplein in Marneoeli takt de S7 (E001) af naar Sadachlo, de belangrijkste Georgisch-Armeense grensovergang.
Verder komen op de centrale kruising in Marneoeli regionale routes samen: de Sh33 die de stad verbindt met Tetritskaro en Tsalka en de nationale route Sh163 die Marneoeli via een reeks dorpen aan de Algetirivier verbindt met de internationale hoofdroute S4 (E60) die naar de Azerbeidzjaanse grensovergang gaat (Tsiteli Chidi, Rode Brug).
De internationale spoorlijn Tbilisi - Gjoemri - Jerevan komt door Marneoeli, dat een station heeft. Er is een frequente nachtverbinding tussen Tbilisi en Jerevan. De lijn Marneoeli - Bolnisi - Kazreti is niet meer in gebruik voor passagiersvervoer.